# Xysticus elephantus
Xysticus elephantus là một loài nhện trong họ Thomisidae.
Loài này thuộc chi Xysticus. Xysticus elephantus được Hirotsugu Ono miêu tả năm 1978.